# Karl Haffner
Karl Haffner, född 8 november 1804 i Königsberg (nuvarande Kaliningrad), död 29 februari 1876 i Wien, var en österrikisk dramatiker och operettlibrettist. 
Haffner var själv verksam som skådespelare. Bland hans över hundra teaterstycken, delvis i Raimunds stil, märks Das Marmorherz (1844), Der Tod und der Wunderdoktor (som ligger till grund för August Blanches "Döden fadder") och Therese Krones, som någon gång sätts upp. Ett urval av Haffners verk är Österreichisches Volkstheater (3 band, 1845–46).
Framför allt är han känd som librettist till Läderlappen.